# Difuzna maglica
Difuzna maglica je velika masa međuzvjezdanog materijala, uglavnom kozmičke prašine i plina nepravilna oblika. Uglavnom je masivna i nema jasno definirane granice.
Većina maglica mogu se opisati kao difuzne. Difuzne maglice dijele se na emisijske maglice, odrazne maglice i tamne maglice. Na vidljivom svjetlu, maglice bi se mogle dijeliti i po tome emitiraju li radijaciju.
Emisijske maglice emitiraju radijaciju određene boje linijskog spektra iz pobuđenog ili ioniziranog plina (najčešće ioniziranog vodika), pa se često zovu HII područja (izraz "HII" odnosi se na ionizirani vodik). Odrazne maglice su vidljive zbog svjetla koje odbijaju. Odrazne maglice po sebi ne emitiraju znatne količine vidljive svjetlosti, ali se nalaze blizu zvijezda pa reflektiraju njihovo svjetlo. Slične maglice bez zvijezda u blizini ne emitiraju svjetlosnu radijaciju, ali se mogu otkriti jer "blokiraju" svjetlost zvijezda iza njih. Takve se maglice zovu tamne maglice.
Iako takve maglice imaju drukčije vidljivosti pri optičkim valnim duljinama, sve su jarki izvori infracrvenih emisija, većinom zbog kozmičke prašine unutar maglice.